# Kaspar Stangassinger

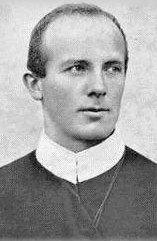
Kaspar Stangassinger

Kaspar Stangassinger C.Ss.R, auch Stanggassinger, (* 12. Januar 1871 in Berchtesgaden; † 26. September 1899 in Gars am Inn) war ein deutscher Redemptoristenpater und Pädagoge.
1988 wurde er seliggesprochen.

## Leben
Kaspar Stangassinger war das zweite von sechzehn Kindern einer Bauernfamilie vom Unterkälberstein in Berchtesgaden. Sein Vater war Steinbruchbesitzer und auch Kommunalpolitiker.
Mit 10 Jahren kam er in Freising ans Gymnasium und Knabenseminar, da er bereits als Kind den Wunsch hatte, Priester zu werden. 1890 begann der Berchtesgadener im Freisinger Priesterseminar ein Studium der Philosophie und Theologie. Stangassinger fühlte sich schnell zum Ordensleben berufen. Ein Besuch bei den Redemptoristen weckte den Wunsch, Missionar zu werden. Er brach sein Studium ab und trat 1892, gegen den Willen seines Vaters, in Gars am Inn als Novize in die damals in Deutschland verbotene Redemptoristen-Kongregation ein. Am 16. Oktober 1893 legte er in Dürrnberg bei Hallein sein Ordensgelübde ab und vollendete nach seinem Novizenjahr das Theologiestudium. 1895 empfing Stangassinger im Regensburger Dom die Priesterweihe. Seine Primiz feierte er am 24. Juni 1895 in der Stiftskirche St. Peter und Johannes der Täufer in Berchtesgaden, wo er auch am 12. Januar 1871 die Taufe empfing.
Entgegen seinem eigentlichen Wunsch, selbst Missionar zu werden, wurde er bei deren Ausbildung eingesetzt. Er war Vizedirektor eines kleinen Seminars am Dürrnberg. Als die Redemptoristen, nach ihrer Wiederzulassung in Deutschland, im Jahr 1899 ein neues Seminar in Gars gründeten, wurde Pater Stangassinger dessen Direktor. Noch im selben Jahr starb er an den Folgen eines Blinddarmdurchbruchs.
Der „Heilige der kleinen Leute“ galt als vorzüglicher Pädagoge. Sowohl als Lehrer wie auch als Seelsorger gab er der persönlichen Beziehung Vorzug gegenüber dem damals üblichen autoritären Stil.
1935 wurden das Seligsprechungsverfahren eingeleitet und seine sterblichen Überreste in die Seitenkapelle der Garser Kirche überführt. Am 24. April 1988 sprach ihn Papst Johannes Paul II. selig. Sein Gedenktag ist der 26. September.

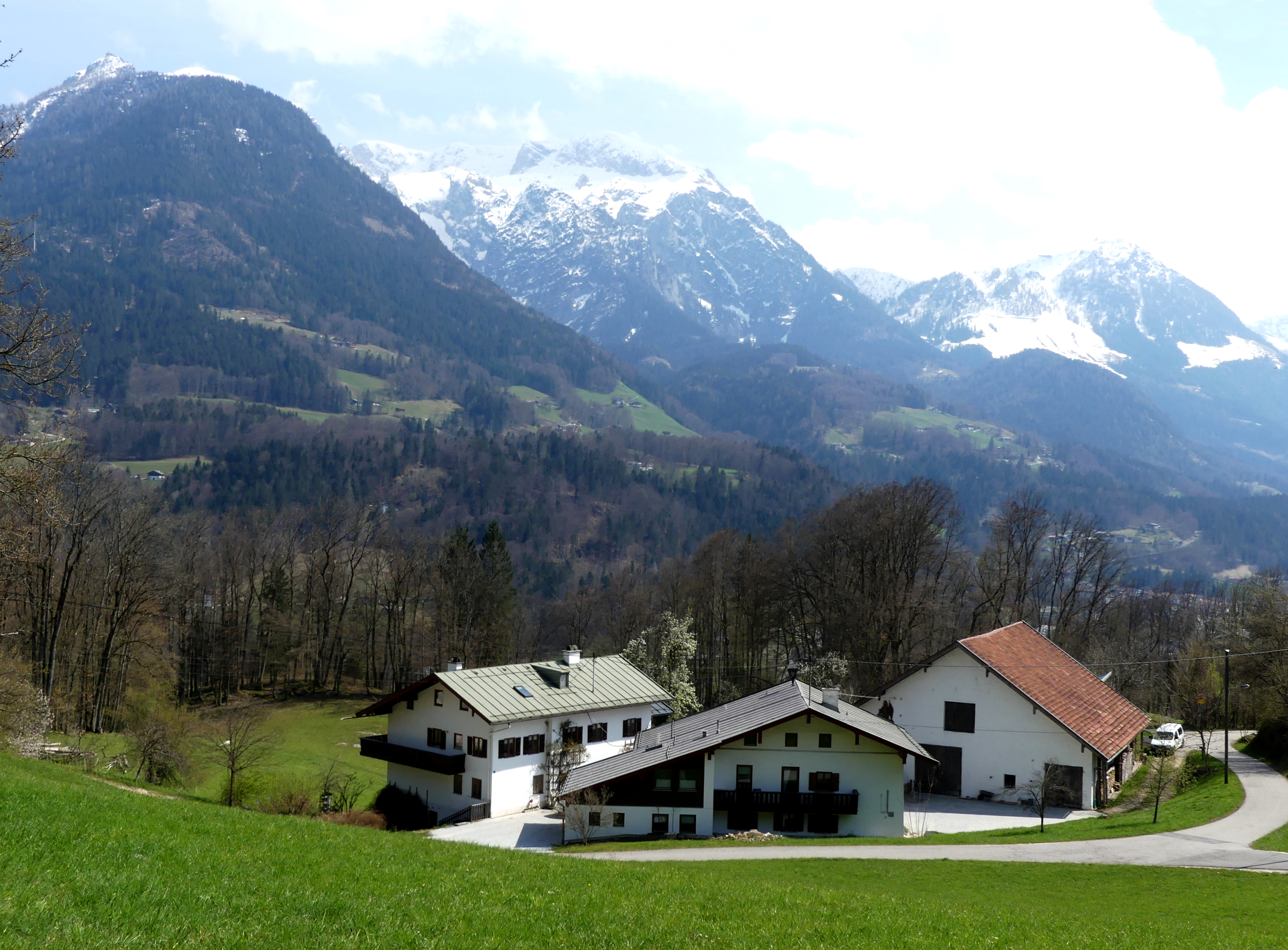
Geburtshaus (links) und Wohnhaus mit seinem Zimmer (Mitte) am Unterkälberstein.
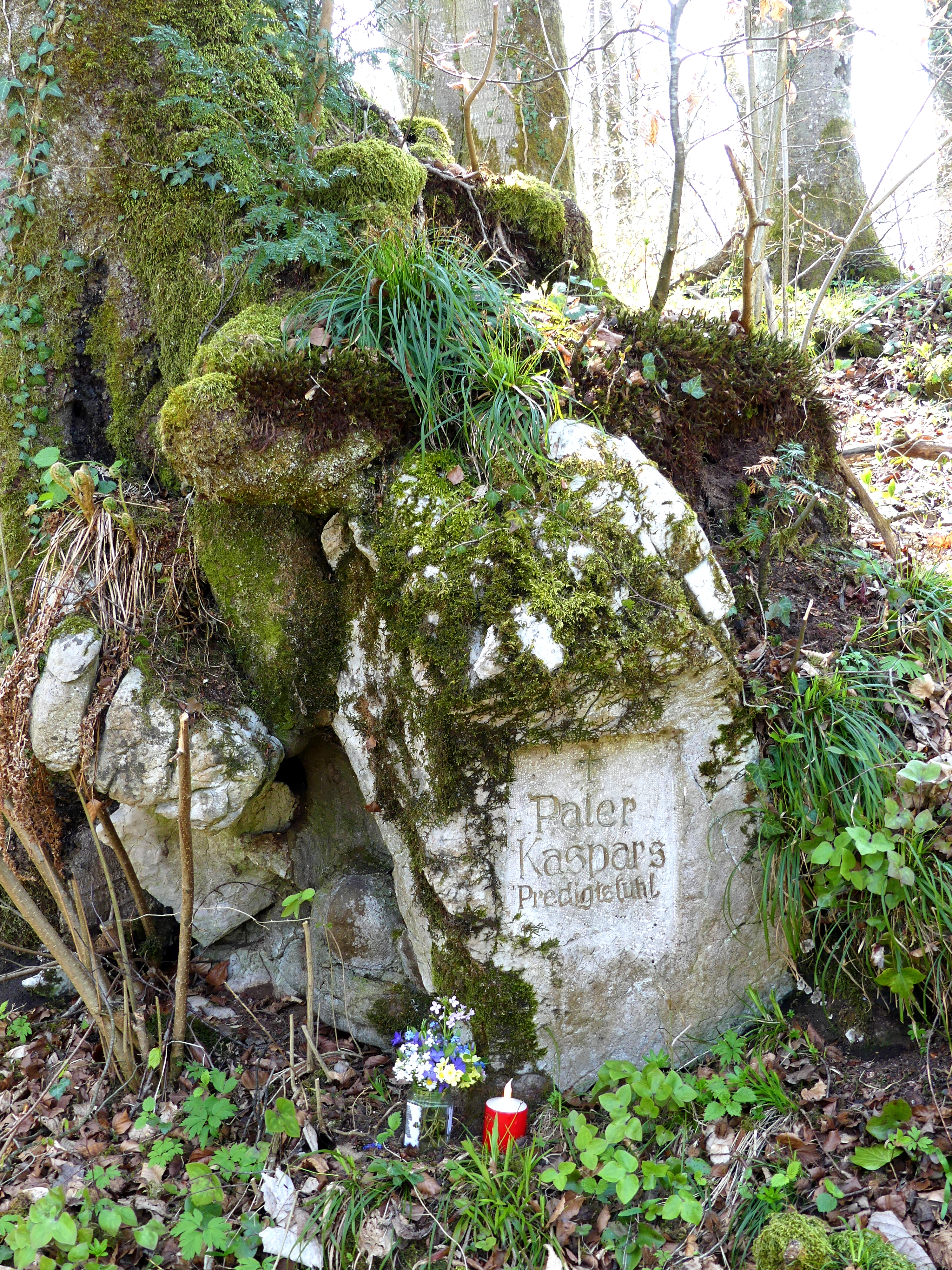
Schon in seiner Jugend nutzte Kaspar Stangassinger in der Nähe seines Wohnhauses einen steinernen „Predigtstuhl“ zum Üben.
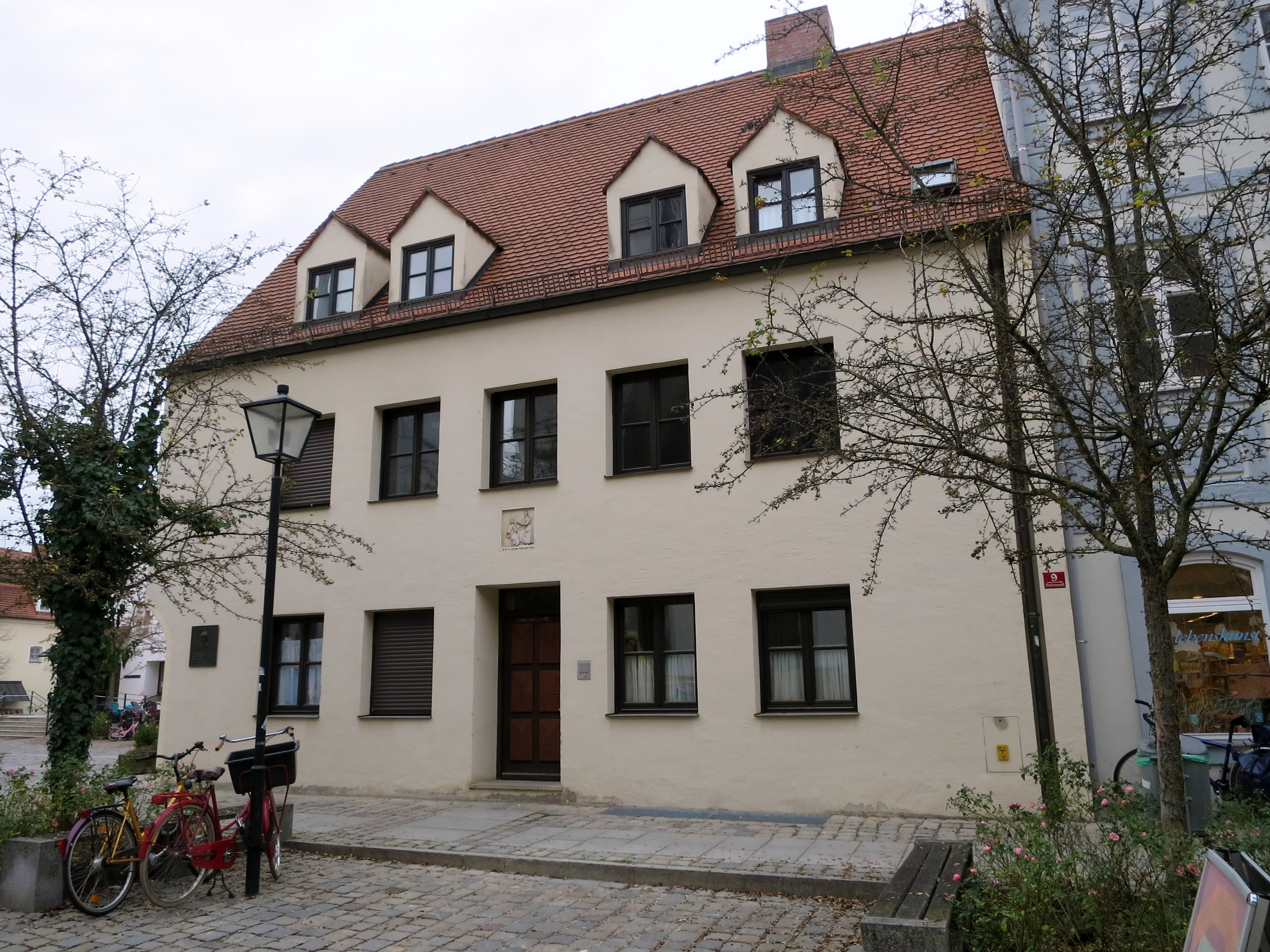
Wohnhaus Stangassingers von 1881 bis 1884 am Rindermarkt 9 in Freising (vor linker Hausecke: Gedenktafel zu seinen Ehren)

## Ehrungen und Gedenken

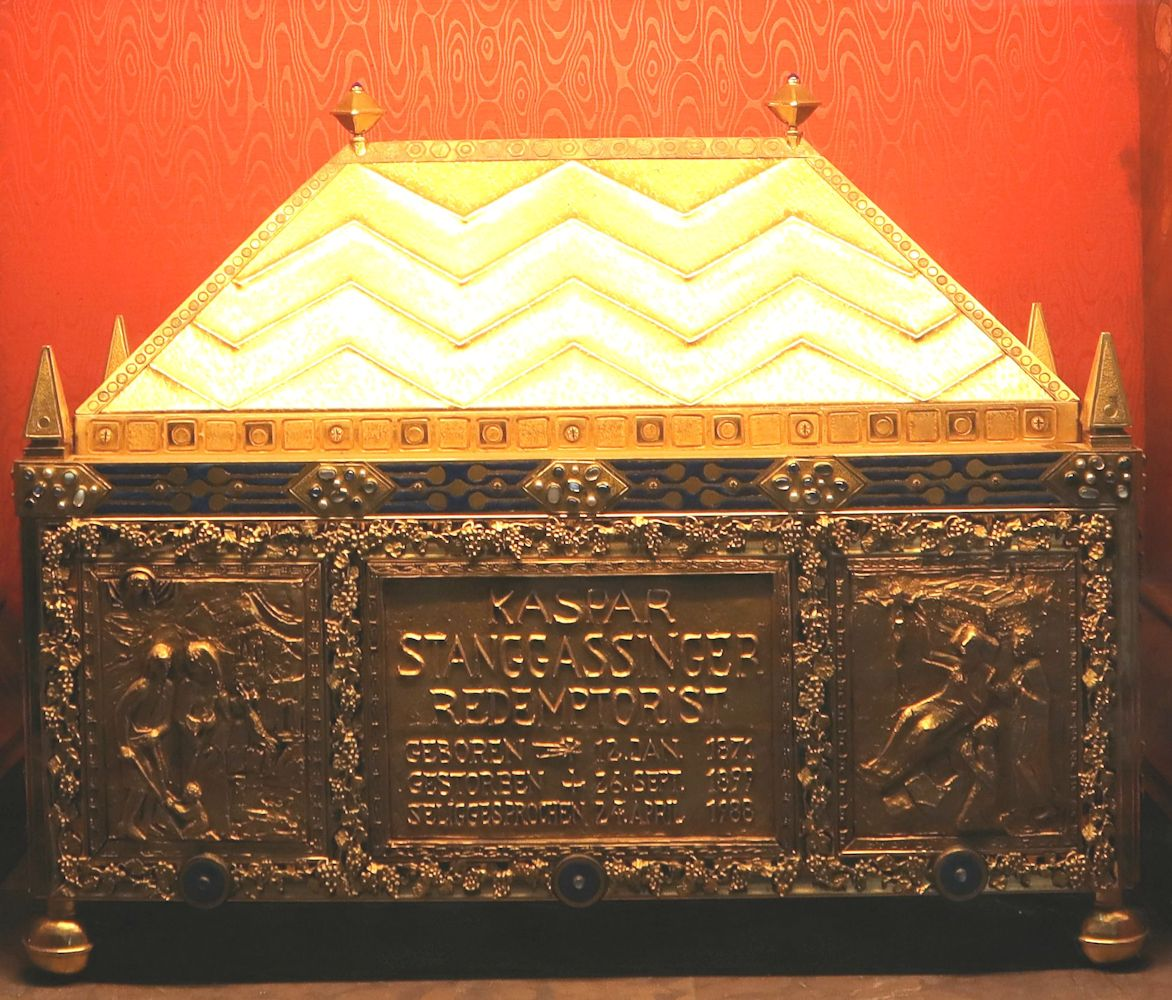
Reliquienschrein in Gars am Inn

- Reliquiare mit jeweils einer Reliquie von Kaspar Stangassinger gibt es in der:
  - Klosterkirche Mariä Himmelfahrt in Gars am Inn
  - Stiftskirche St. Peter und Johannes der Täufer in Berchtesgaden
  - Wallfahrtskirche Maria Hilf in Loipl in Bischofswiesen
  - Maximilianskapelle des Freisinger Doms
  - Kirche St. Jakobus der Ältere in Hörgertshausen
- Neben der Kirche St. Benedikt in München gibt es ein „Kaspar-Stangassinger-Haus“, in dem viele fremdsprachige Missionen ihren Sitz haben.
- In mehreren Kirchen gibt es (siehe Abbildungen unten) zu Ehren von Kaspar Stangassinger Gedenktafeln und in Marktschellenberg auch ein großes Kirchenfenster

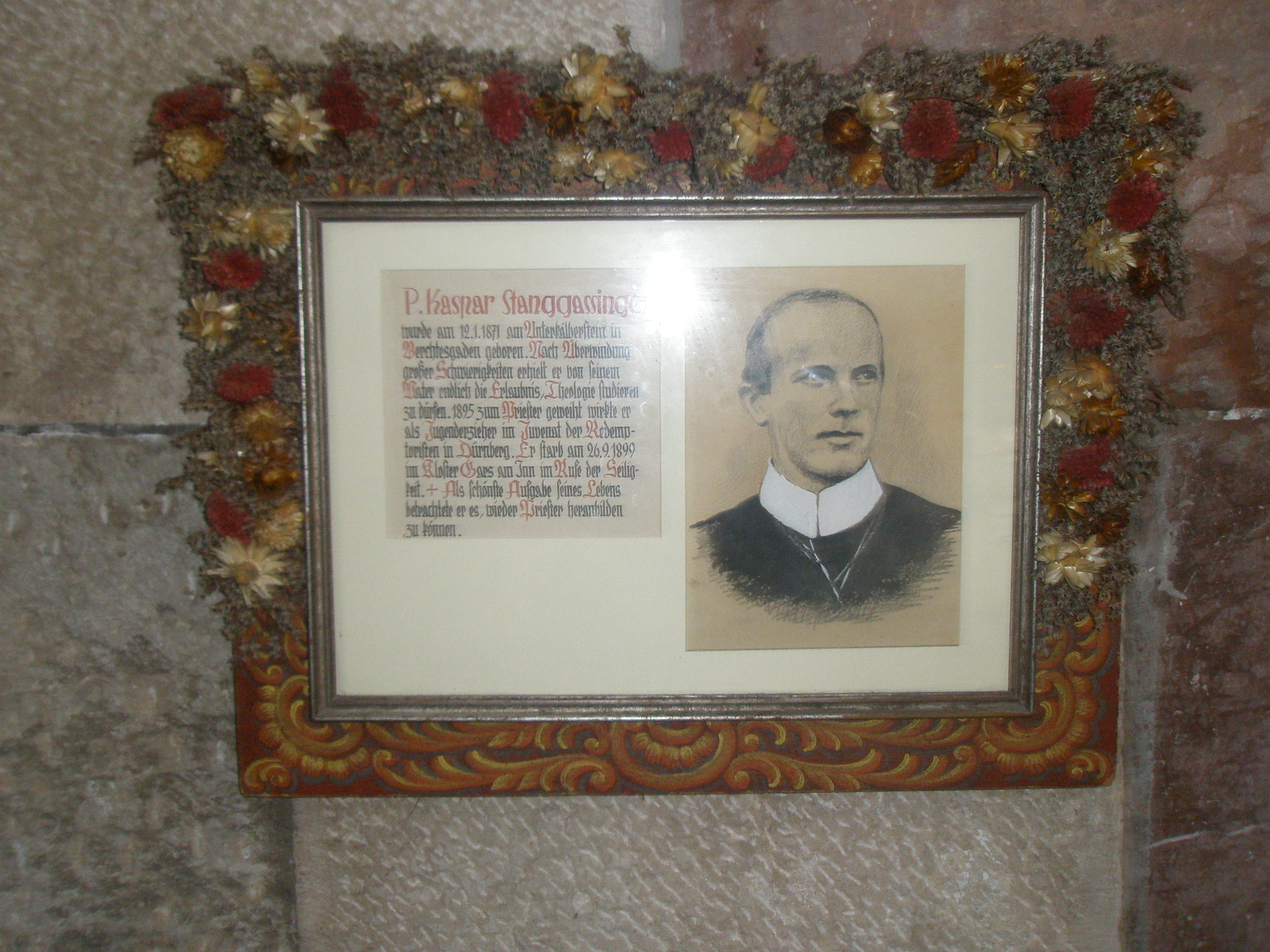
Gedenktafel im Eingangsbereich der Franziskanerkirche in Berchtesgaden
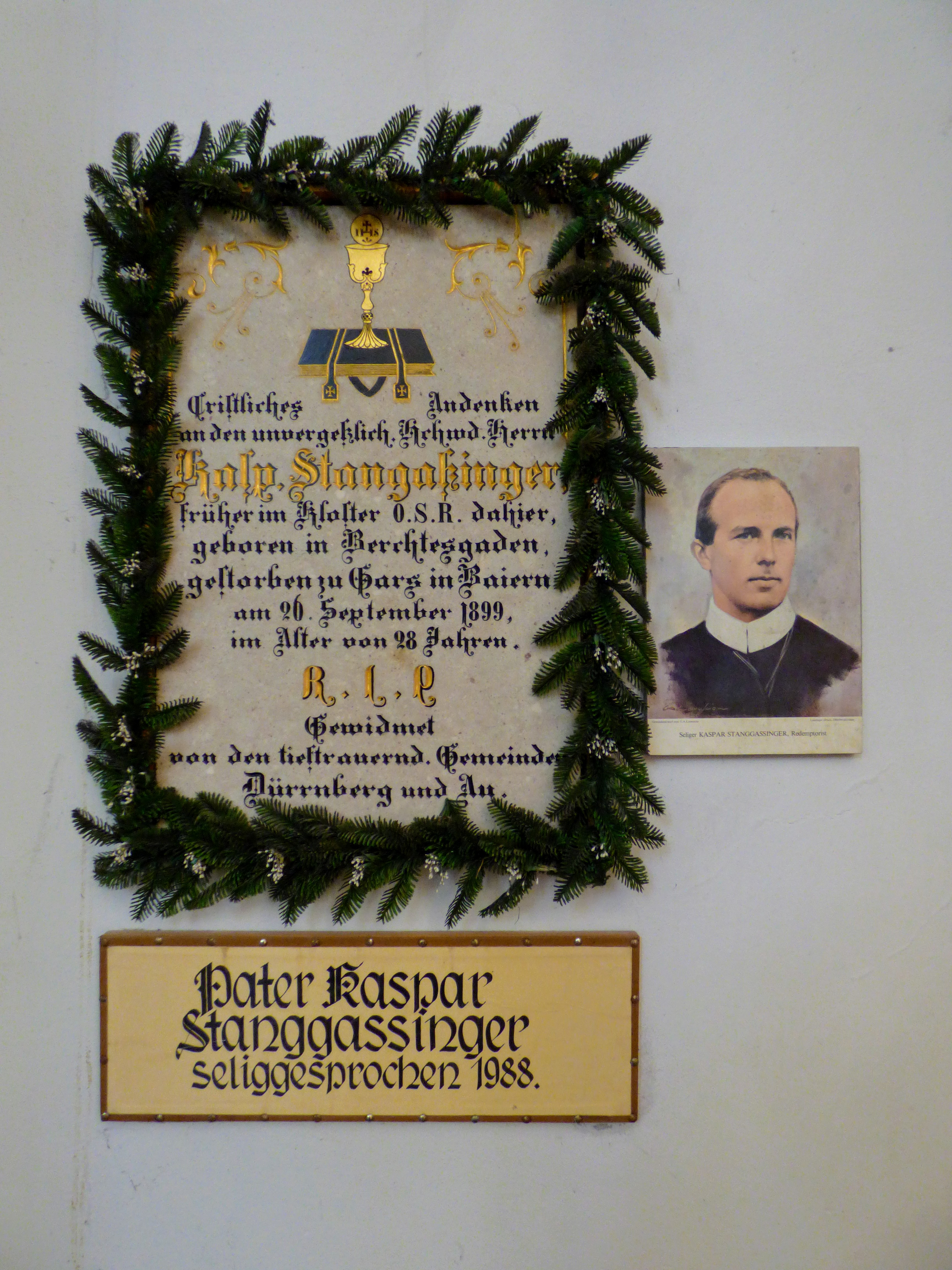
Gedenktafel in Kirche am Dürrnberg, Hallein
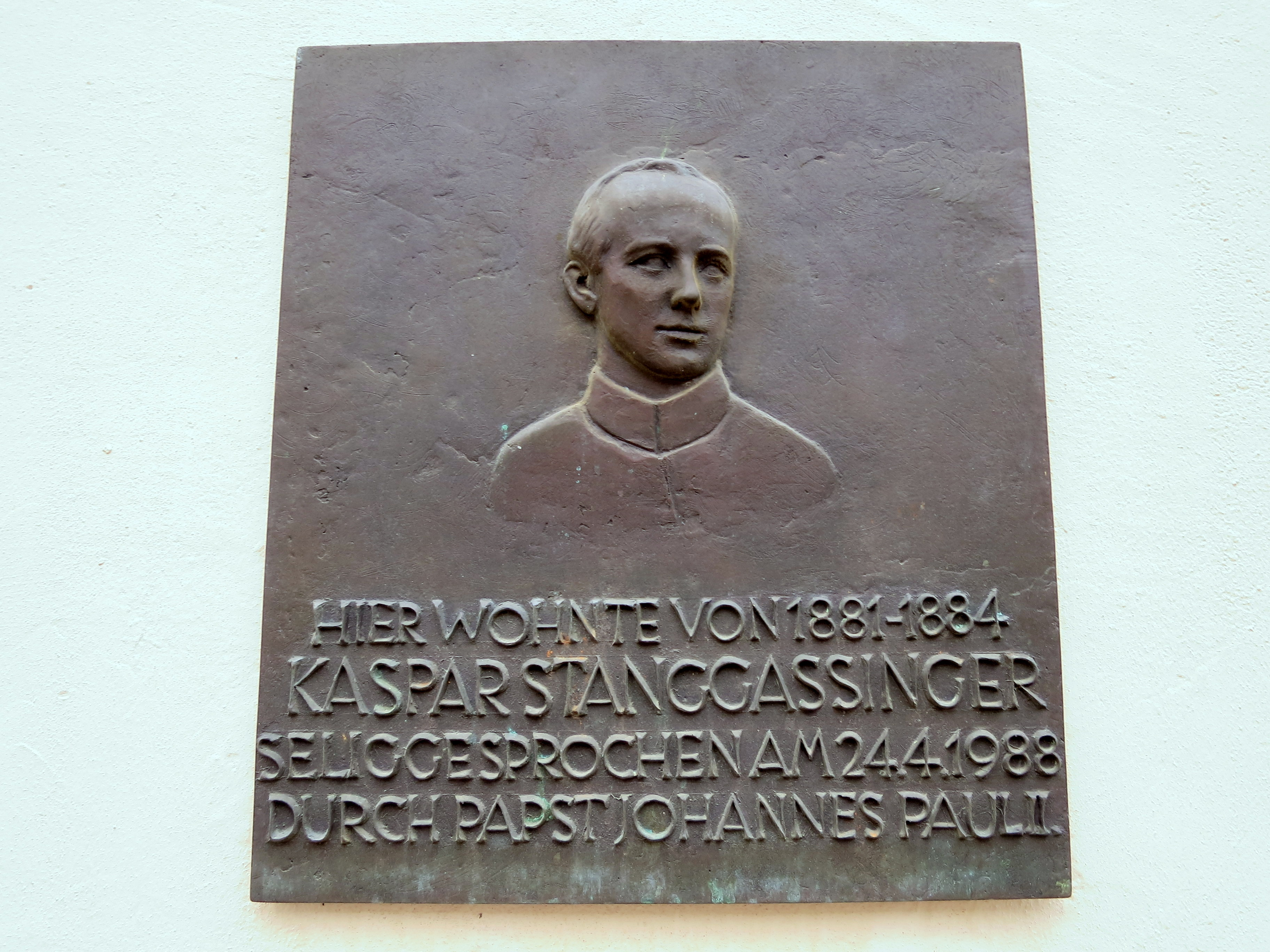
Gedenktafel am ehemaligen Wohnhaus Rindermarkt 9 in Freising
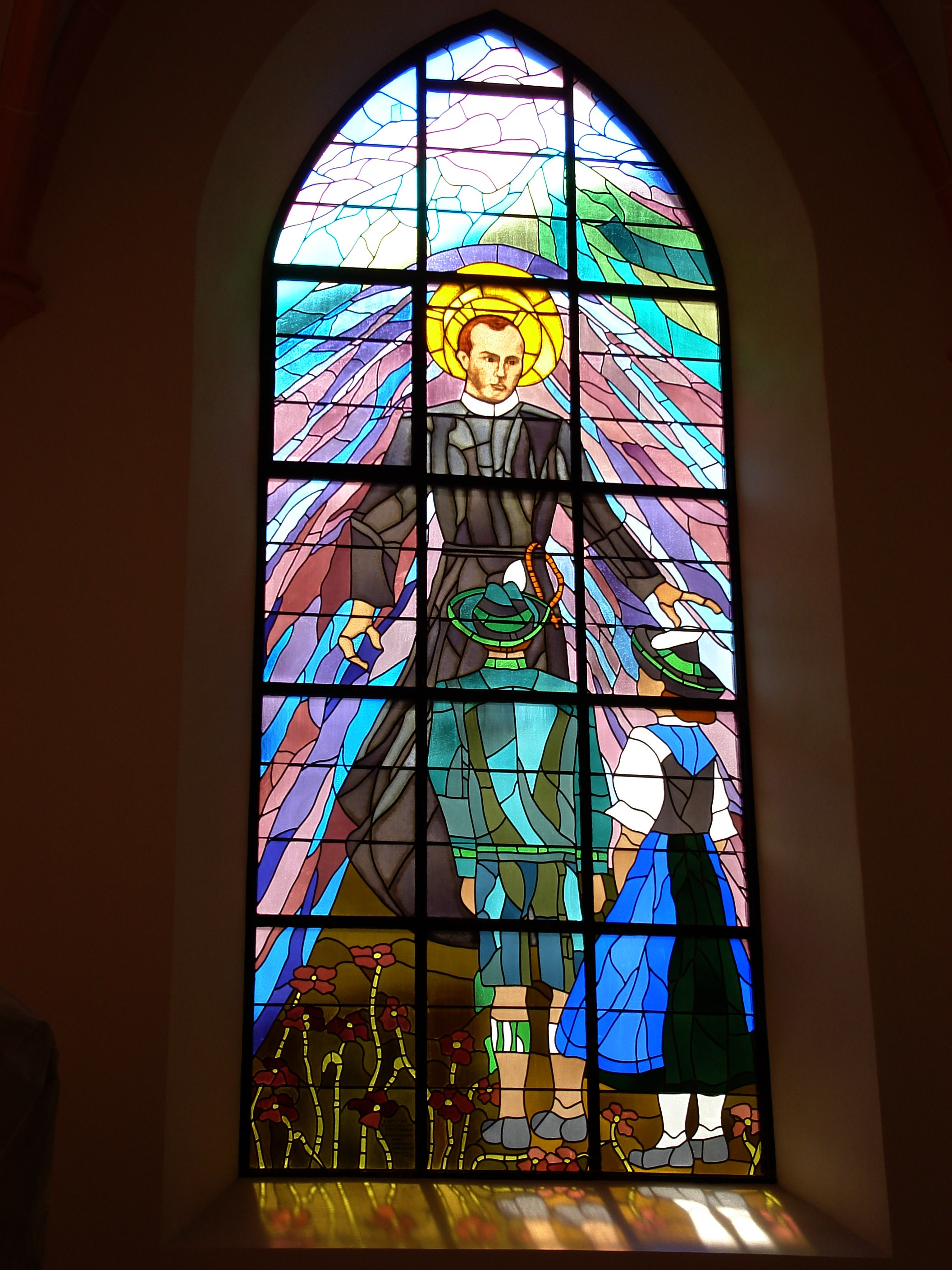
Ehrung durch ein Kirchenfenster in der Pfarrkirche St. Nikolaus in Marktschellenberg